# Laurence Aëgerter
Laurence Aëgerter (* 1972 in Marseille) ist eine französische Fotografin und Konzept- und Performancekünstlerin.

## Leben
Laurence Aëgerter studierte Kunstgeschichte an der Faculté des Lettres der Universität Aix-en-Provence, an der Vrije Universiteit Amsterdam und der Gerrit Rietveld Academie, Amsterdam.
Aëgerter arbeitet vorrangig mit Fotografie, stellt Künstlerbücher her und führt Kunstprojekte im öffentlichen Raum durch. Als Ausgangsmaterial verwendet sie z. B. Fotografien, Reproduktionen von Ikonen der Kunstgeschichte, Textseiten, Bücher u. a., deren Leseweisen und kulturelle Codierung sie durch Appropriation, Intervention und Übersetzung verändert.
Sie wohnt in Amsterdam und Marseille.

## Projekte (Auswahl)
Tristes tropiques
Das Foto-Projekt Tristes tropiques, entstanden in Zusammenarbeit mit dem niederländischen Designer und Fotografen Ronald van Tienhoven, dokumentiert Aëgerters Auseinandersetzung mit einem Klassiker der ethnologischen Literatur, dem Buch Traurige Tropen des französischen Soziologen und Ethnologen Claude Lévi-Strauss.
Die beiden Autoren stellten mit Hilfe von Einwohnern von Beetsterzwaag, einem Ort in Friesland, Fotos aus Traurige Tropen nach, etwa in der Art lebender Bilder, fotografierten die Szenarien und stellten sie in ihrem Buch den Originalen von Lévi-Strauss gegenüber. Eine Ausstellung dieser Arbeiten fand u. a. auf dem Lagos Photofestival in Nigeria statt.
Herbarium Cataplasma
2014/15 führte sie auf Einladung der Stadt Leeuwarden auf einem unbebauten Stück Land, das im Mittelalter zum Besitz eines Klosters gehört hatte, ein Projekt über Heilpflanzen in Klostergärten und Umweltzerstörung durch Menschenhand durch. Material für das Projekt Herbarium Cataplasma bildete einerseits der St. Galler Klosterplan, andererseits über 100 Google-Bilder von zerstörter Natur weltweit. Einwohner Leeuwardens wurden eingeladen, sich an dem Projekt zu beteiligen, in Bibliotheken selbst über die Wirkung alter Heilpflanzen zu recherchieren und in einem Ritual symbolisch, z. B. das Heilen von verbranntem Land – vertreten durch eine Fotografie – durch die Berührung mit Ingwer durchzuführen. Die Rituale wurden fotografiert, in einer speziellen Zeitung dokumentiert und fanden schließlich Eingang in das Künstlerbuch „Healing Plants for Hurt Landscapes“, das 2015 in einer Auflage von 1050 Stück publiziert wurde.
Cathédrales
In Cathédrales und Cathedrals at Sunset setzt Aëgerter sich mit Abbildungen bzw. Ansichten von zwei berühmten französischen Kathedralen auseinander: Mit der Kathedrale von Bourges und der Kathedrale von Rouen.
Cathédrales, eine Fotoserie, dokumentiert den Schattenwurf eines Fensterkreuzes auf eine Fotografie in ihrem Atelier. Die Doppelseite mit der Fassade der Kathedrale von Bourges stammt aus einem Bildband von 1950 über französische Kathedralen.
Die Bilder der Serie wurden über zehn Minuten in Ein-Minuten-Intervallen aufgenommen. Das zunächst hell beleuchtete Bild war nach zehn Minuten vollständig im Schatten verschwunden und nicht mehr sichtbar. Die entstandenen 120 Fotos wurden in ein Künstlerbuch integriert.
Cathedrals at Sunset wurde inspiriert von einem populären Poster mit der Reproduktion eines der bekanntesten Bilder Monets mit der Unterschrift CLAUDE MONET ROUEN CATHEDRAL AT SUNSET. Monet hat die Kathedrale zwischen 1890 und 1894 unter wechselnden Lichtbedingungen und wechselnden Perspektiven 27 Mal dargestellt. Aëgerter fotografierte in Intervallen das Poster, das sich hinter der Glasscheibe eines Schaufensters befindet, zwar von einem festen Standpunkt, allerdings bleibt die Ansicht des Posters nicht gleich: Die sich ständig verändernden Schatten und grellen Lichtflecken, die von außerhalb auf das Poster fallen, setzen immer wieder andere Bruchteile des Posters in Szene bzw. lassen sie verschwinden.
Cathédrales hermétiques ist eine Fotoserie von drei Kirchen von der Romanik bis zum 20. Jahrhundert. Auch für Cathédrales hermétiques ist ein Bildband von 1950 die Grundlage. Im Unterschied zu den vorherigen Projekten geht es um drei Innenräume christlicher Kirchen als Orte von Meditation und spiritueller Erfahrung: Saint-Benoit-sur-Loire, eine romanische Kirche aus dem 10. Jahrhundert, die Kathedrale von Coutances, eine gotische Kirche aus dem 12. Jahrhundert und eine Kirche aus dem 20. Jahrhundert, Sainte-Jeanne-d’Arc in Nizza, erbaut von dem Kirchenarchitekten Jacques Droz.
Die Fotografien decken jeweils einen Zeitraum von rund einer Stunde ab. Die Aufnahmen beginnen in der Dunkelheit, die Architektur wird nach und nach erst durch das einfallende Sonnenlicht sichtbar, im Zeitablauf ähnlich dem Vorgang in einer Dunkelkammer, in der das belichtete Material erst nach und nach sichtbar wird.

## Einzelausstellungen (Auswahl)
- 2016: Photographic Treatment ©, Art Affairs Gallery, Amsterdam (NL)[7]
- 2016: Photographic Treatment ©, Festival Images Vevey,[8] ausgezeichnet mit dem Nestle Prize auf dem Festival Images in Vevey
- 2015: Herbarium Cataplasma, Fries Museum, Leeuwarden (NL)
- 2015: Works in textile, Galerie Maud Barral, Nizza (FR)
- 2015: Cathédrales, RVB Books Gallery, Paris
- 2014:  Cathédrales, Art Affairs Gallery Amsterdam
- 2013: The Modernists and More, Hermitage Museum Amsterdam
- 2012: Révélations, Galerie de la Ferronnerie, Paris
- 2010: Le Louvre, MAMAC, Nizza
- 2010:  Seek & Hide, Museum Van Loon, Amsterdam
- 2010: Tristes Tropiques: illustrations hors texte. In Zusammenarbeit mit  Ronald van Tienhoven, Kunsthuis SYB, Beetsterzwaag (NL)
- 2009: Appropriations, Institut Néerlandais, Paris
- 2009: Opening Soon, Opening Now, Residency RED A.I.R. Amsterdam
- 2009: An Alphabetical Index of Some of the Stories, Residency CBK Zuidoost, Amsterdam
- 2009: A.E.G.E.R.T.E.R., 2×2 projects Gallery, Amsterdam
- 2011: Hermitage, The Modernists, Art Affairs Gallery, 2×2 projects Gallery in Zusammenarbeit mit C&H art space, Amsterdam
- 2011: Laurence Aëgerter, Photographies et Tapisseries, Galerie Maud Barral, Nizza
- 2011: Staged Realities, Johan Deumens Gallery, Leipzig

## Künstlerbücher und Editionen
- Meer vreude met kamerplanten (2015), edition of 3000.
- Healing Plants for Hurt Landscapes (2015), edition of 1000 + 50 limited edition.
- Cathédrales (2014), publisher RVB Books, Paris, edition of 490 + 50 limited edition
- Trance (2012), edition of 10
- Si prega di ricollocare i cassetti del catalogo nel giusto ordine, edition of 5
- Tristes Tropiques: Illustrations hors texte(2011), in collaboration with Ronald van Tienhoven, publisher Filigranes, Paris, edition of 1000
- 10 DAYS / 22 MONTHS (2010), edition of 8

Arbeiten von Laurence Aëgerter befinden sich in den Sammlungen des Getty Center in Los Angeles, des MoMA in New York, der Bibliothèque nationale de France, Paris, im MAMAC Nice, dem Fries Museum Leeuwarden und der Caldic collection Rotterdam.